# Derinkuyu
Derinkuyu, mot qui signifie « puits profond », est le nom d'une ville et d'un district de la province de Nevşehir, en Anatolie centrale (Turquie). Selon le recensement de 2000, le district comptait 24 631 habitants et la ville 11 092.
Située en Cappadoce, Derinkuyu est connue pour sa cité souterraine, la plus grande de Turquie.

## Histoire
Des habitations souterraines existaient déjà à l'époque de Xénophon (Ve et IVe siècles av. J.-C.). Dans l'Anabase, il indique que des gens, en Anatolie, avaient creusé leurs maisons dans le sol et y vivaient dans des espaces suffisamment grands pour y loger leurs familles et leurs animaux et y stocker des vivres. Certains auteurs font remonter les premières excavations à l'époque hittite (XIIIe siècle av. J.-C.), mais il est plus généralement admis que la cité de Derinkuyu date de la domination phrygienne (VIIIe siècle av. J.-C.), et qu'elle fut agrandie progressivement au début de la période byzantine : tout ce qui y a été retrouvé date au plus tôt du Ve siècle apr. J.-C. Les vestiges les plus récents sont du Xe siècle. 
La cité servit de refuge aux premiers chrétiens grecs, face aux persécutions de l'Empire romain (édit de Dioclétien en 303) et, à partir du VIIe siècle, face aux persécutions des clans des Omeyyades et des Abbassides. 
Pendant des années, Derinkuyu a été un refuge pour les chrétiens orthodoxes de la région contre le gouvernement turc ottoman. Des preuves archéologiques ont montré qu’elle était encore en activité au XXe siècle pour fuir les vagues de persécutions ottomanes. En cas de besoin pour survivre aux Turcs, les habitants pouvaient être évacués vers l’une des 200 autres villes souterraines découvertes dans la région, unies entre elles par un complexe réseau de tunnels. La Turquie nationaliste d'Atatürk ayant expulsé les chrétiens grecs orthodoxes vers la Grèce en 1923, ces abris ont été abandonnés, oubliés par les habitants musulmans sunnites de la région qui ne connaissaient pas leur entrée. 
L'entrée a été accidentellement découverte en 1963, lorsqu'un habitant du lieu eut démoli un mur dans son sous-sol afin d'agrandir sa demeure. 
Elle fut ouverte aux visiteurs en 1969, mais 10 % seulement de la cité leur sont accessibles. Les huit étages dégagés à ce jour atteignent une profondeur d'environ 85 mètres.

## Description
La cité pouvait être fermée de l'intérieur par de grandes meules circulaires faisant office de portes. Elles avaient un diamètre de 1 à 1,50 m, une épaisseur de 30 à 50 cm et un poids de 200 à 500 kg. Chacun des 13 étages pouvait être fermé séparément. 
L'espace était organisé autour de 52[Information douteuse] cheminées d'aération, qui, pour quatre d'entre elles, atteignaient une profondeur de 30 m[réf. nécessaire] et servaient également de puits. Ceux-ci constituaient un point faible dans le système de défense : devant la difficulté de s'emparer de telles cités, certains envahisseurs tentèrent de les empoisonner. Comme les autres cités du même genre, celle de Derinkuyu comportait des lieux de culte, des pièces de stockage, des étables ou des bergeries, des pressoirs à vin et à huile, des cuisines, des réfectoires. Mais une vaste pièce voûtée au second étage (en partant du haut), qui servit semble-t-il d'école religieuse, est spécifique à Derinkuyu.
Entre le troisième et le quatrième niveau, un escalier abrupt mène à une église cruciforme de 10 × 25 m et 2,5 m de hauteur.
Tous ces aménagements et la grande dimension de la cité permettaient d'abriter jusqu'à 10 000 personnes, mais étaient conçus pour accueillir 3000 personnes en moyenne pour de longues durées. 
Un tunnel, qui part du troisième étage, rejoignait probablement[réf. nécessaire] la cité souterraine de Kaymaklı, distante de 9 km.
Sur les collines avoisinantes se trouvaient des guérites, dont ne subsistent que des fondations, à partir desquelles on pouvait observer les alentours et donner l'alerte au besoin.

## Autres cités souterraines
Plus de 200 cités souterraines d'au moins deux niveaux ont été découvertes en Cappadoce. Trente-six d'entre elles comportent trois niveaux ou davantage et cinq sont accessibles aux visiteurs. Parmi ces dernières, Derinkuyu est la plus grande. La seconde par la taille est celle de Kaymaklı, puis viennent Özkonak (découverte en 1972 près d'Avanos), Tatlarin et Saratlı (près d'Aksaray). Mazı Küyü (d'accès difficile mais en cours d'aménagement) et Güzelyurt, mieux connue sous son ancien nom Gelveri, valent également d'être mentionnées.